# یوتارو آبه
یوتارو آبه (انگلیسی: Yutaro Abe؛ زادهٔ ۵ اکتبر ۱۹۸۴) فوتبالیست اهل ژاپن است.
از باشگاه‌هایی که در آن بازی کرده‌است می‌توان به یوکوهاما مارینوس اشاره کرد.
وی همچنین در تیم ملی فوتبال Japan U-20 بازی کرده‌است.